# Липова Парасковія Прокопівна
Липова Парасковія Прокопівна (Курилюк) (7 березня 1942, с. Джурів Снятинського району Івано-Франківської області) — художник декоративно-прикладного мистецтва, член Національної спілки художників України (1989).

## Життєпис
У 1961 Закінчила Вижницьке державне училище прикладного і декоративного мистецтва (викладачі В. П. Куров, М. П. Верхола, К. П. Білик), у 1970  – Львівський державний інститут прикладного і декоративного мистецтва (викладачі Р. Ю. Сельський, К. Й. Звіринський, Т. Ю. Егриші). Працювала  художником художньо-виробничого комбінату в Рівному (1970). З 1991 на творчій роботі у місті Рівне.
Учасниця обласних, республіканських, всесоюзних та міжнародних художніх виставок. Авторка понад 100 творчих робіт (ткані гобелени, рушники, вироби з дерева та гіпсу, мозаїка.
Персональна виставка: Рівне (1994). Кращі гобелени – «Квіти Полісся», «Рідне місто», «Берегиня», «Слов'янські мотиви», «Різдвяна ніч», «Чорнобиль», «Кукурудза», «Метелик», «Українка», «Соняшники», триптих «Берегиня», триптих «За мотивами писанок». 
Мешкає в Рівному.

## Галерея

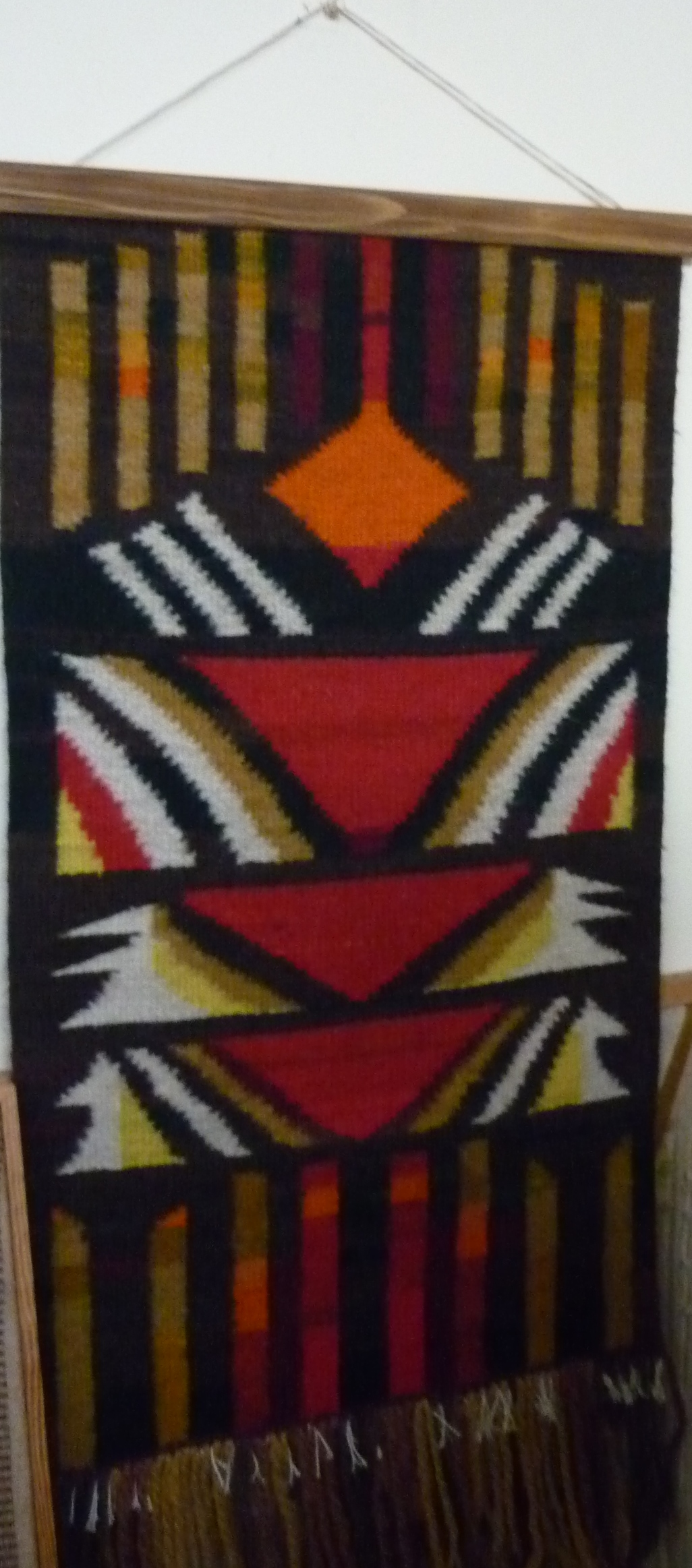
Гобелен "Гірські мотиви" Липова П. П.
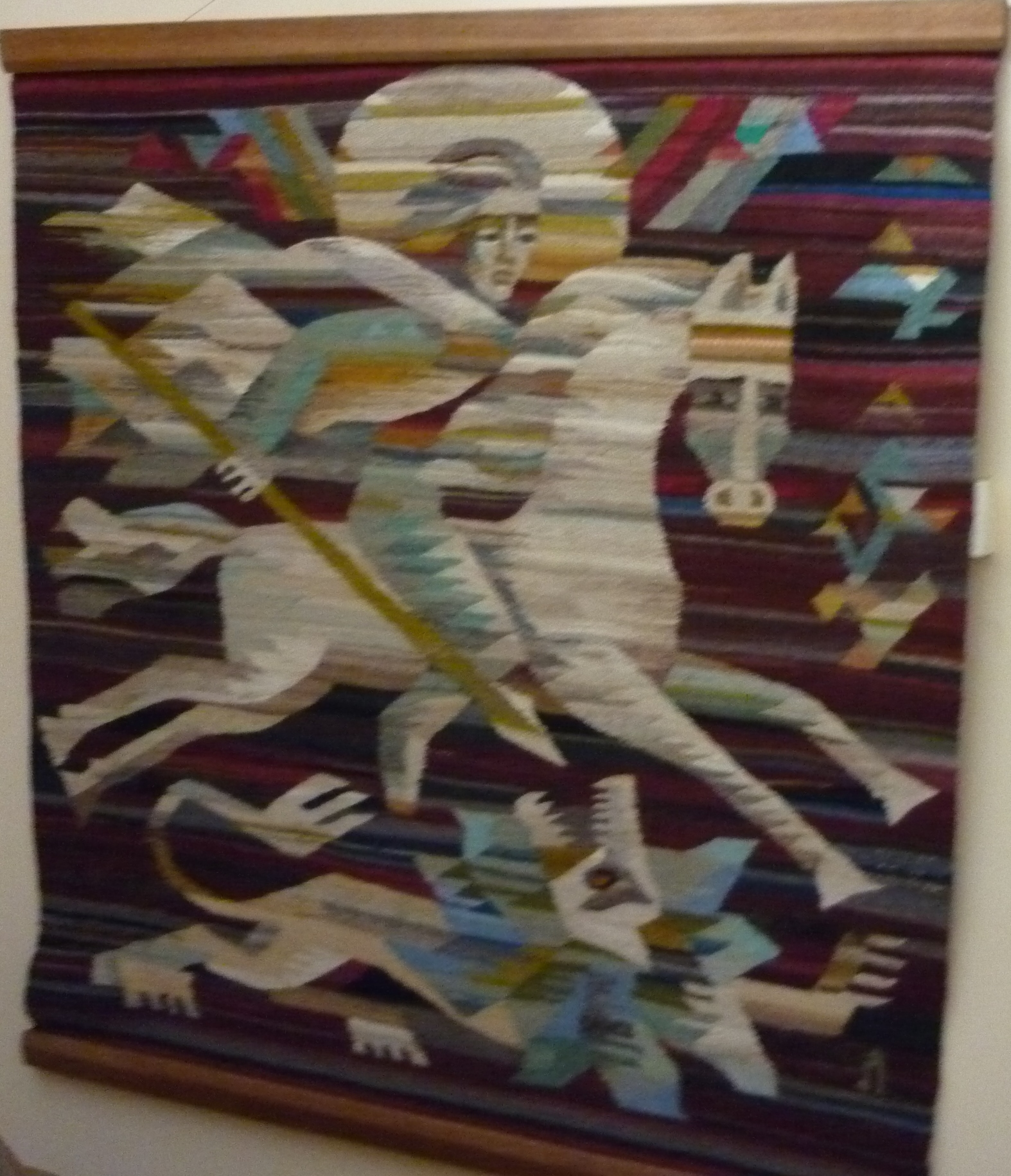
Гобелен "Мисливець" Липова П. П.
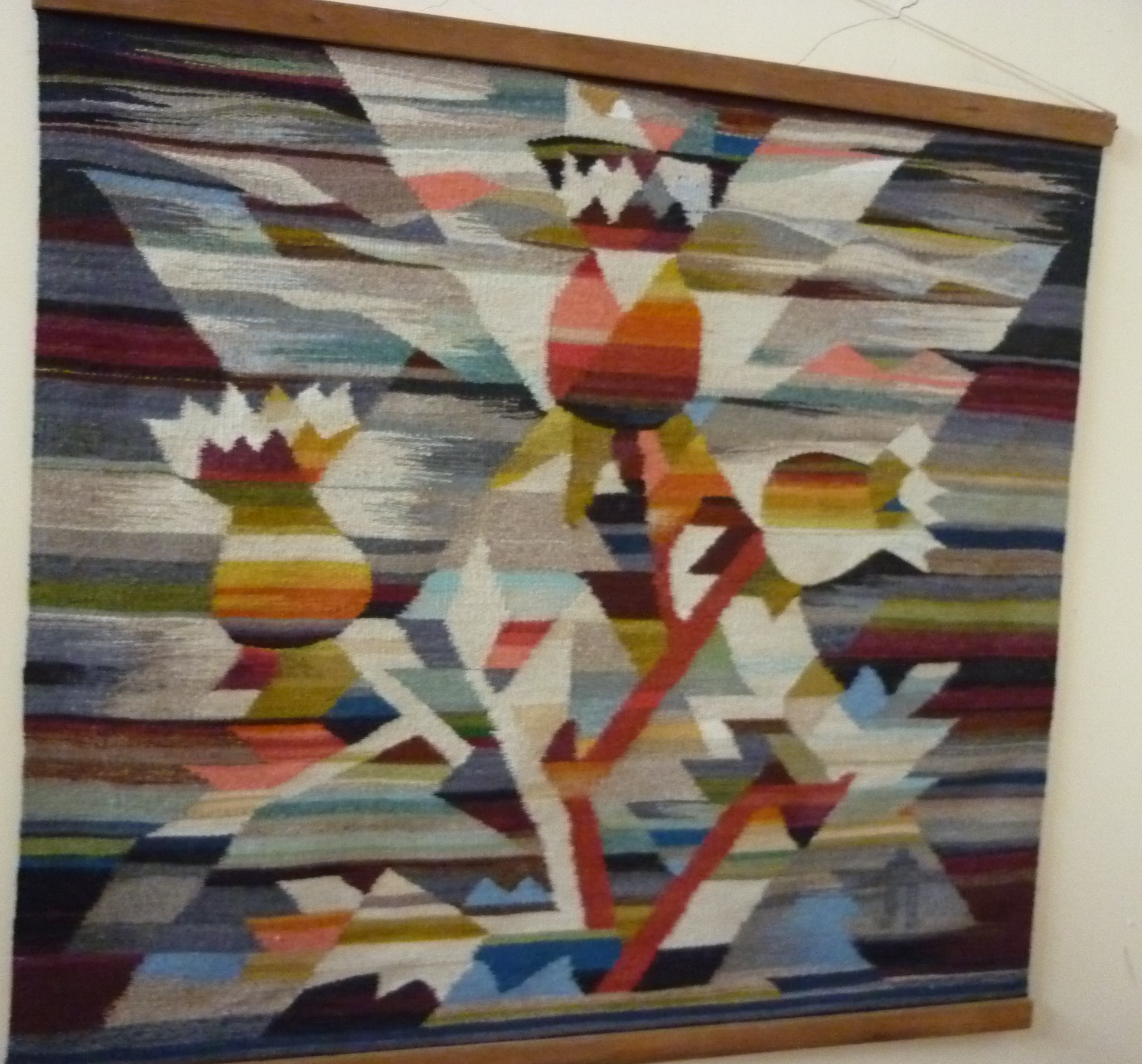
Гобелен "Шевченківський край" Липова П. П.